# Aleksandr Vesselovsky
Pour les articles homonymes, voir Vesselovski.
Alexandr Nikolaïevitch Vesselovsky (ou Vesselovski ; en russe : Алекса́ндр Никола́евич Весело́вский), né le 4 février 1838 (16 février dans le calendrier grégorien) à Moscou, mort le 10 octobre 1906 (23 octobre dans le calendrier grégorien) à Saint-Pétersbourg, est un théoricien russe de la littérature qui a posé les bases des études comparatives dans ce domaine. 

## Biographie
Fils d'un général, Vesselovsky a comme précepteur privé Fiodor Bouslaïev, et fréquente l'Université de Moscou de 1854 à 1858. Après une brève mission en Espagne comme tuteur du fils de l'ambassadeur de Russie, Vesselovsky poursuit ses études avec Heymann Steinthal à Berlin et à Prague, puis travaille trois ans durant dans les bibliothèques italiennes de Milan, Pise, Bologne et Florence, ce qui fera de lui avant tout un romaniste. À son retour en Russie, il donne des conférences à Moscou et à Saint-Pétersbourg, et est élu membre de l'Académie des Sciences de Saint-Pétersbourg en 1876.
Les premières études de Vesselovsky sur la littérature italienne médiévale le conduisent à penser que de nombreux éléments littéraires  ont été importés d'Orient en Europe via Byzance. Considérant la littérature avant tout d'un point de vue génétique, Alexandr Vesselovsky et son frère cadet Alekseï (1843-1918) ont cherché à mettre sur pied une théorie globale de l'origine et du développement de la poésie. En 1899, Aleksandr émit l'opinion remarquée que « la source et la racine syncrétique des genres poétiques » pouvaient être retrouvées dans les jeux ritualisés et les incantations populaires.
Il est aussi, entre autres, un exégète des anciennes bylines russes, l'auteur d'une monographie sur Vassili Joukovski et d'un essai (De l'histoire du roman et du conte) qui étudie les rapports de l'ancienne production narrative russe avec l'Occident. Son ouvrage théorique Poétique historique est considéré comme le noyau d'où sortit plus tard le courant formaliste.

## Influence
En Union soviétique, Vesselovsky et ses successeurs ont été critiqués pour leur « ethnographisme », qui aurait permis à l'étude des sources de croître jusqu'à l'hypertrophie, dissolvant ainsi le caractère spécifique de l'œuvre littéraire en un ramassis d’influences. Le 14 août 1946, le  Comité central du Parti communiste adopte une résolution condamnant l'attitude de kowtow (allégeance) à l'Occident bourgeois par les ainsi dénommés vesselovskystes. Les formalistes russes partagèrent largement un point de vue critique sur la théorie de Vesselovsky, même s'il a été suggéré que celle-ci a en fait constitué un point de départ duquel ils ont évolué « de manière linéaire, quoique polémique ».
Vesselovsky et son ouvrage Poétique des sujets (1913) sont mentionnés de manière élogieuse par Vladimir Propp, qui affirme que « si la science des contes avait mieux obéi à ce précepte de Vesselovski : séparer le problème des motifs du problème des sujets, bien des points obscurs aurait déjà disparu » ; toutefois Propp considère que la notion de motif telle qu'envisagée par Vesselovsky (en tant qu'unité indécomposable du récit) est dépassée.
Bien que son œuvre ait été largement oubliée par les érudits occidentaux (probablement en raison de l'absence de traductions), Vesselovsky a pu être appelé « l'un des savants les plus érudits et originaux que la Russie ait produits » et « le représentant le plus remarquable des études littéraires comparées dans le monde savant russe et européen du XIXe siècle ».